# 荻原桃子
荻原 桃子（おぎはら ももこ、1984年（昭和59年）1月3日 - ）は、MARK STYLER株式会社（代表取締役社長 秋山正則）のブランドUN3D.（アンスリード）のデザイナー。MURUAの元クリエイティブ・ディレクター。1児の母。夫はクリエイティブ・ディレクター、音楽イベントプロデューサーの小橋賢児。

## 来歴
大阪府出身。2002年（平成14年）18歳でアパレル業界に入りショップ店員として勤務。高校卒業後の進路を考えたときに、ちょうど世の中がカリスマ店員ブームだったので進学するよりもファッションの世界で働いてみたいと思う。読者モデルの活動と並行して、卒業前からアルバイトで販売員として働きはじめた。〈マウジー（MOUSSY）〉を立ち上げた森本容子がお昼のテレビ番組に取り上げられていて、〈カパルア（KAPALUA）〉の店員が1日何千万売っていた。『egg』系とはまた違ったギャルブームで、一般の子がショップ店員として脚光を浴びる時代だったので、そこへの憧れもあってファッションの道を選んだ。
同時期に読者モデルとして露出開始。心斎橋オーパのお店で半年くらいアルバイトした後に「クレールデマスキュロ」というセレクトショップで約3年間働いてた。海外ブランドも取り扱っているお店で、バイイングを手伝ったり、オリジナルアイテムの企画にも参加。手がけた商品を実際に接客して販売するのが楽しくなり、自分の好きなものやスタイルが明確に。いつかブランドをやってみたいという気持ちが強くなる。さらに読者モデルブーム全盛期もあいまって自分のスタイルを発信した。
その後、店長となり、企画、デザイン、海外での買い付けを経験。雑誌ViViなどの人気読者モデルとしても活躍。
2006年（平成18年）、若い世代のガールズブランドとして自身初のブランド「MURUA（ムルーア」」を立ち上げ、企画、デザイン、バイヤーを兼任するプロデューサーとなる。2015年（平成27年）にはクリエイティブ・ディレクターからクリエイティブ・アドバイザーに転任する。
2016年（平成28年）、自身2度目となるブランド「UN3D. （アンスリード）」を立ち上げ、デザイナーに就任。同年7月11日、4歳年上のクリエイティブ・ディレクター、音楽イベントプロデューサーの小橋賢児と結婚。2017年（平成29年）1月に第1子が誕生した。
2020年（令和2年）、「MOMOKO OGIHARA OFFICIAL YOUTUBE」を立ち上げる。
2023年（令和5年）、荻原は2023年秋冬コレクションをもって「UN3D.」のクリエイティブ・ディレクターを退任することを発表した。同年、自身のブランド「OMMO（オーエムエムオー）」を開始した。

## 人物
- 趣味は料理、サウナ[7]
- 尊敬している人は川久保玲[7]
- 好きな色はブラック、ブルー、グリーン[7]
- 好きな音楽のジャンルは、ラウンジ系、ジャズ系[7]
- デザイナーとして大切にしていることは「らしさ」[7]
- 人間として大切にしていることは「感謝。」[7]
- 好きな場所は家と山と温泉とサウナ[7]
- 好きなお酒はナチュールワインとハイボール[7]
- デザイナーにならなかったら陶器作家になりたかった[7]
- 22歳という若さでブランドディレクターに就任。「ファッションの世界は華やかに見えるが、そこで成功するには才能と同じくらいタフさも必要」と語る[2]。
- 信念は「自分の感覚を信じて、ブレずに挑戦し続けること」[2]
- 妊娠が発覚した時は、ちょうど「UN3D.」を立ちあげて間もない頃だった。「スタッフになんて言おうか。お母さんになったら仕事はセーブしなくちゃいけない、自分の時間も減ってしまう、人生がつまらなくなるかもしれない」と不安になった。いざ出産してみると好きな洋服のテイストが変わることもないし、嫌いなものは変わらず嫌い、子供は可愛い、時間がセーブされても平気だったことに気づく。大切なこと、大切な感覚を子供が教えてくれて、子供が私を助けてくれた[8]。

## 仕事エピソード
- デザイナーという仕事を一言で表すと「終わりがない。」[7]
- ファッション業界を一言で表すと「体育会系。」[7]
- デザインする時に気をつけていることは「らしさを盛り込むこと！」[7]
- 2003年、セレクトショップでの経験で好きなテイストが明確になった。当時、関西の読者モデルはきれいめでコンサバなファッションが主流だったが、萩原は好きではなかった。レザーのアイテムを多く仕入れているセレクトショップで「クリーン&エレガンス」じゃない特色を生かしてバイイングやオリジナルアイテムの企画に力を入れる。「人とかぶらない」自分らしいスタイルを確立できた[2]。
- 2006年、マークスタイラーの過渡期に仲間と切磋琢磨した。22歳で〈ムルーア〉を立ち上げてからは自身もブランドのアイコンとして活躍。萩原を含めてブランドをやるのが初めて子が多く、一緒に勉強して頑張った。ファッションショーや海外撮影など貴重な経験をした[2]。
- 2014年、30代に突入し、生活環境やプライベートが変化した。〈ムルーア〉を立ち上げてから約10年ヤング層のブランドをやってきたが、自分の生活環境やプライベートが変化していくなかで「いまの自分の気分に沿ったものをつくっていきたい」という気持ちが大きかった。30歳になってからじわじわ感じたことをあたためて2016年、32歳のときに〈アンスリード〉をスタートさせた。
- 自身のブランド「アンスリード（UN3D.）」は、「UN STANDARD」「UN SIMPLE」「UN SIMILAR」という3つのUN（アンチテーゼ）を語源に、時代や流行、常識や固定概念にひとつひとつ疑問を持ち、自由な個性や感性を大切にしたいという思いで名前をつけた。構築的でアイコニックなディテールや体型が美しく見えるシルエットにこだわったアイテムが、長く愛せるハイクオリティーなコレクションとして幅広い年齢層のコアなファンを持つ[2]。

## 雑誌
女性ファッション誌「EDGE STYLE」2010年11月号にて初めて女性月刊誌の表紙を飾る。
MURUAプロデューサー萩原桃子のすべてを詰め込んだ「MURUAのモモコのスタイルブック」が、MARK STYLERよりMOMOKO PREMIUM BOOKとしてvol.1〜2まで出版された。
その他女性ファッション雑誌、JJやBRENDA、JELLY、ViViなど多数の雑誌にて掲載される。
- 『MOMOKO PREMIUM BOOK Vol.1』（2010年10月29日、トランスメディア）
- 『MOMOKO PREMIUM BOOK Vol.2』（2011年8月1日、トランスメディア）　ISBN 9784901929691